# Reality Asemota
Reality Arase Asemota (* 16. Dezember 2002) ist ein nigerianischer Fußballspieler.

## Karriere
Asemota begann seine Karriere beim SV Thal. Im März 2017 wechselte er in die Jugend des Grazer AK. Im Juni 2018 spielte er erstmals für die Zweitmannschaft des GAK in der siebthöchsten Spielklasse. Zur Saison 2018/19 rückte er fest in den Kader der zweiten Mannschaft und stieg mit dieser zu Saisonende in die sechstklassige Unterliga auf.
Zur Saison 2019/20 rückte Asemota in den Kader der ersten Mannschaft der Steirer. Sein Debüt für den GAK in der 2. Liga gab er im Juni 2020, als er am 21. Spieltag jener Saison gegen die SV Ried in der 81. Minute für Philipp Schellnegger eingewechselt wurde. In zwei Spielzeiten bei den Profis des GAK kam er zu insgesamt 14 Zweitligaeinsätzen.
Zur Saison 2021/22 wechselte leihweise er zum Regionalligisten SC Kalsdorf. Für Kalsdorf kam er zu insgesamt 13 Einsätzen in der Regionalliga, allerdings konnte er sich nie dauerhaft in der Mannschaft festspielen. Daraufhin wurde der Leihvertrag in der Winterpause wieder aufgelöst und er kehrte nach Graz zurück. Nach seiner Rückkehr zum GAK spielte er aber ausschließlich für die Amateure.
Zur Saison 2022/23 wechselte Asemota leihweise zum viertklassigen FC Gamlitz. Für Gamlitz kam er während der Leihe in allen 30 Partien in der Landesliga zum Einsatz. Zur Saison 2023/24 kehrte er dann nicht mehr nach Graz zurück, sondern wechselte zum Regionalligisten ASK Voitsberg. Mit Voitsberg stieg er zu Saisonende in die 2. Liga auf. In der 2. Liga kam er in der Saison 2024/25 bis zur Winterpause zu fünf Einsätzen.
Im Januar 2025 wechselte er wieder eine Liga tiefer und schloss sich Regionalligist SC Weiz an.